# Romain Bardet
Romain Bardet (Brioude, 1990. november 9. –) francia profi kerékpáros. Jelenleg a német Team DSM csapatban versenyez.

## Eredményei
2009
5., összetettben - Tour des Pays de Savoie
2010
6., összetettben - Tour de l'Avenir
8., összetettben - Giro delle Regioni
8., összetettben - Tour des Pays de Savoie
9., összetettben - Ronde de l'Isard
1., 4. szakasz
2011
1., 5. szakasz - Tour de l'Avenir
2., összetettben - Tour des Pays de Savoie
1., 3. szakasz
1., 4. szakasz
4., összetettben - Ronde de l'Isard
6., összetettben - Toscana - Coppa delle Nazioni
6., összetettben - Giro del Friuli Venezia Giulia
9. - GP Palio del Recioto
2012
4., összetettben - Presidential Tour of Turkey
2013
1., összetettben - Tour de l'Ain
2014
2., összetettben - Tour de l'Ain
2015
- Tour de France
  - 1., 18. szakasz
  - legaktívabb